# Moje tlustá řecká svatba
Moje tlustá řecká svatba (v anglickém originále My Big Fat Greek Wedding) je kanadsko-americká filmová komedie z roku 2002. Režisérem filmu je Joel Zwick. Hlavní role ve filmu ztvárnili Nia Vardalos, John Corbett, Lainie Kazan, Michael Constantine a Andrea Martin.

## Ocenění
Film byl nominován na Zlatý glóbus v kategorii nejlepší komediální či muzikálový film. Nia Vardalos byla za scénář k filmu nominována na Oscara a za roli ve filmu na Zlatý glóbus. Nia Vardalos, Andrea Martin, Lainie Kazan, Joey Fatone, John Corbett, Michael Constantine a Gia Carides byli za své role ve filmu nominováni na Screen Actors Guild Award.

## Obsazení
| Nia Vardalos          | Fotoula Portokalos |
| John Corbett          | Ian Miller         |
| Lainie Kazan          | Maria Portokalos   |
| Michael Constantine   | Kostas Portokalos  |
| Andrea Martin         | teta Voula         |
| Louis Mandylor        | Nick Portokalos    |
| Gia Carides           | Nikki              |
| Joey Fatone           | Angelo             |
| Stavroula Logothettis | Athena Portokalos  |